# Iphra timorensis
Iphra timorensis es una especie de insecto coleóptero de la familia Cerambycidae. Estos longicornios son endémicos de la isla de Timor.
I. timorensis mide entre 4,8 y 5 mm.